# Oberweißbach

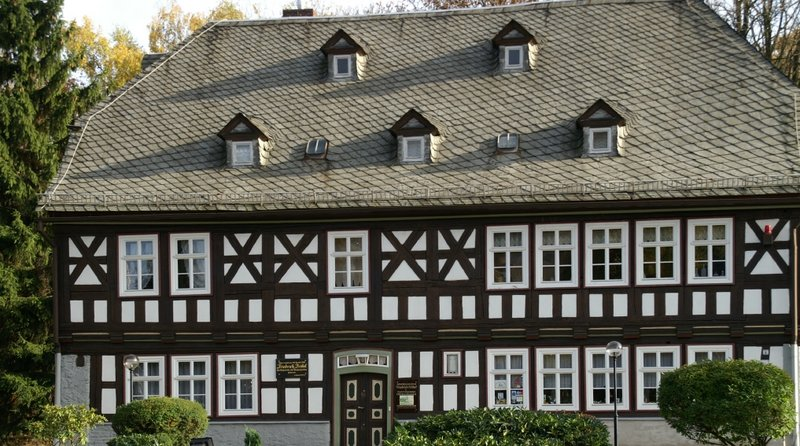

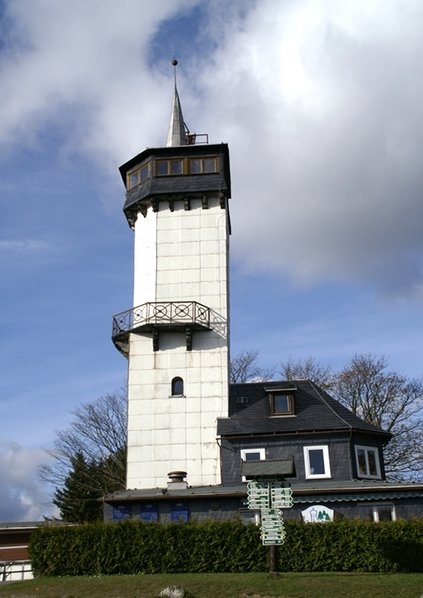

Oberweißbach là một thị xã ở huyện Saalfeld-Rudolstadt, trong bang Thüringen, nước Đức. Đô thị Oberweißbach có diện tích 9,62 km². Đô thị này tọa lạc ở rừng Thüringen, 17 km về phía tây nam của Saalfeld. Ngày 1 tháng 12 năm 2008, đô thị này hợp nhất với đô thị cũ Lichtenhain/Bergbahn.